# Antonaria tibialis
Antonaria tibialis es una especie de coleóptero de la familia Megalopodidae.

## Distribución geográfica
Habita en Guinea Ecuatorial.